# پنیرمایه

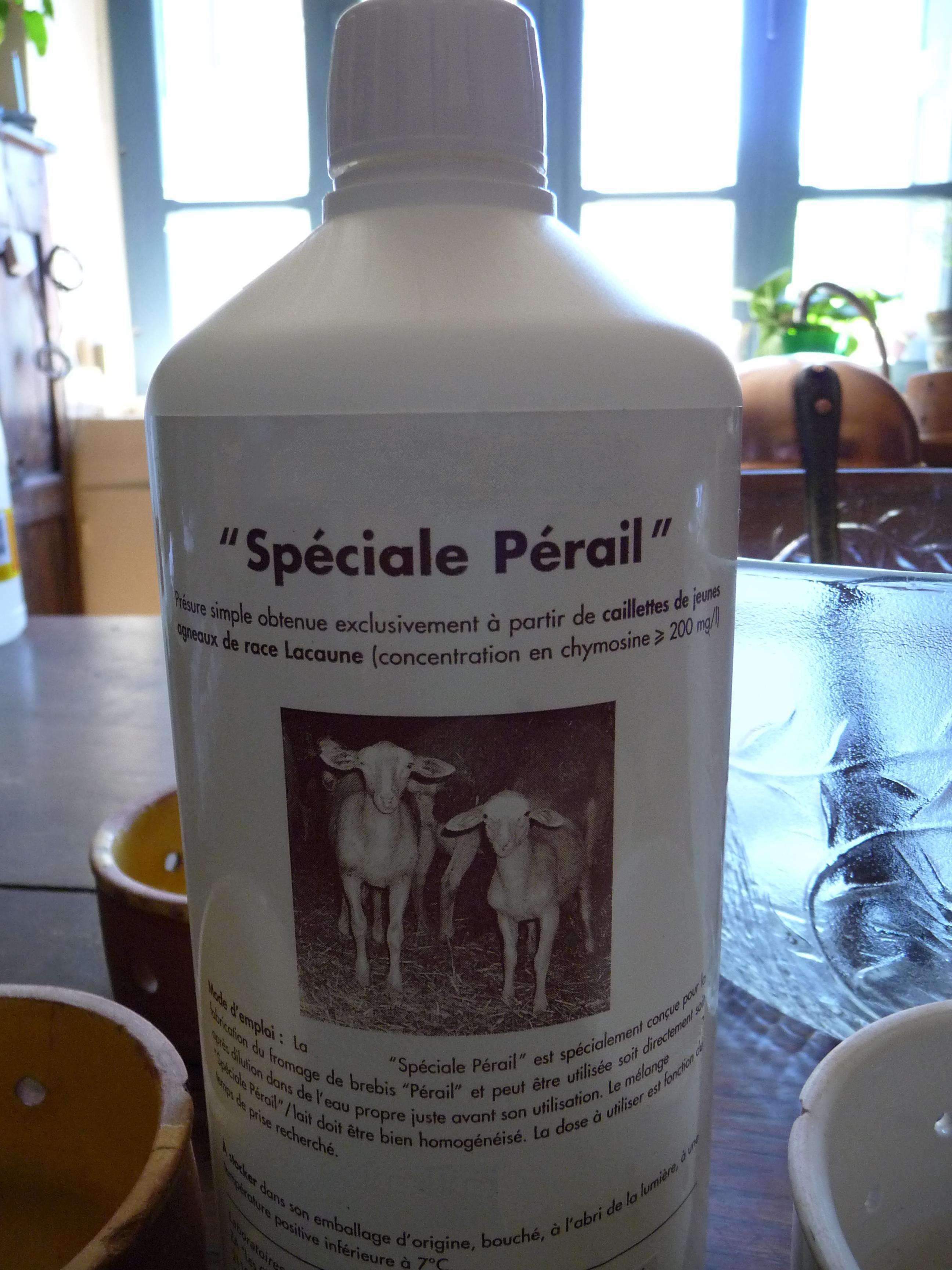
پنیرمایه

پنیرمایه مجموعه پیچیده ای از آنزیم های تولید شده در شیردان اطفال پستانداران نشخوارکننده گفته می‌شود و معمولاً زردرنگ دیده می شود. کیموزین که جزء اصلی آن است، یک آنزیم پروتئاز است که کازئین موجود در شیر را دَلَمه (منعقد) می کند. علاوه بر کیموزین، پنیرمایه حاوی آنزیم های دیگری مانند پپسین و لیپاز است.
اولین فرآیند بیوشیمیایی لازم در فرایند تولید پنیر، تبدیل شیر مایع به دو بخش نیمه جامد و ژله مانند (دلمه) و مایع (آب پنیر) استفاده است. این فرایند به طور تصادفی هزاران سال پیش کشف شد و از آن زمان به بعد جهت تبدیل ماده به شدت فاسد شدنی (شیر) به شکل ماندگارتر (پنیر) سودمند بوده است. پنیرمایه و منعقدکننده‌ها مقدمات آماده‌سازی آنزیم های پروتئولیتیک هستند و به نظر میرسد آنها قدیمی ترین کاربرد شناخته شده آنزیم ها هستند. در پنیرسازی سنتی برای تولید دلمهٔ شیر از مواد استخراج‌شده از شیردان گوساله استفاده می‌شود و به این خاطر پنیرمایه نامیده می‌شود. اما رواج پنیرمایه گوساله برای این استفاده کمتر شده است، تا جایی که امروزه کمتر از 5 درصد پنیر در ایالات متحده با استفاده از پنیرمایه حیوانی تهیه می شود. اکثر پنیرها در حال حاضر با استفاده از کیموزین مشتق شده از منابع باکتریایی ساخته می شوند.

## تاریخچه پنیرمایه
تاریخچه کشف پنیرمایه به هزاران سال پیش بر می‌گردد. با بررسی نقاشی غارها تاریخچه تولید پنیر به 5000 سال پیش بر میگردد. اما برای اولین بار در سال 1874 این محصول به یک محصول تجاری تبدیل شد. در سال 1960 دیگر از معده حیوانات به عنوان پنیرمایه استفاده نشد و در سال 1990 یک نسل جدید از پنیرمایه که منجر به رشد آنزیم های لخته کننده میکروبی شیر شد معرفی گردید.

## عملکرد مولکولی آنزیم های پنیرمایه
عملکرد اصلی پنیرمایه شکستن زنجیره کاپا در کازئین است که توسط کیموزین پروتئاز انجام می شود. کازئین پروتئین اصلی شیر است. در عملِ شکستن مولکولی، گلیکوماکروپپتید (اختصاری GMP) با بار منفی ضعیف از سطح میسل کازئین حذف می کند. از آنجایی که بارهای منفی یکدیگر را دفع می کنند، GMP از چسبیدن میسل های کازئین به یکدیگر جلوگیری می کند. با حذف GMP، میسل های کازئین می توانند شروع به تشکیل گروه کرده و قطبی بودن خود را از دست می دهند، که باعث می شود از مولکول های  قطبی (آب) جدا شده و به چربی شیر غیرقطبی (دلمه پنیر) بپیوندند. این عمل در حضور یون های قوی مانند یون های تشکیل شده از کلسیم و فسفات نشدید می شود. به همین علت به منظور بهینه سازی فرآیند ساخت پنیر، گهگاه این مواد شیمیایی به شیر اضافه می شوند؛ به ویژه در شیر بز  که فاقد فسفات کلسیم است. شبکه پروتئین کازئین بریده شده  که حالت نیمه جامد دارد، سایر اجزای شیر مانند چربی ها و مواد معدنی را به دام می اندازد که به تولید پنیر منجر می شود.

## استخراج پنیرمایه گوساله
در فرآیند قصابی دام، پنیرمایه گوساله از مخاط داخلی بخش چهارم معده (شیردان) گوساله های جوان شیرخوار استخراج می شود و محصول جانبی تولید گوشت گوساله هستند. پنیرمایه استخراج شده از گوساله های بالغ (علف خوار یا غلات خوار ) حاوی مقدار کمتری از کیموزین یا بدون آن است، اما سطح بالایی از پپسین دارد و فقط برای انواع خاصی از شیر و پنیر قابل استفاده است. از آنجایی که هر نشخوارکننده نوع خاصی از پنیرمایه را برای هضم شیر گونه های خود تولید می کند، پنیرمایه های مختص شیر وجود دارند؛ مانند پنیرمایه بز برای شیر بز و پنیرمایه بره برای شیر گوسفند.

### روش سنتی
در این روش، معده خشک و تمیز شده گوساله های جوان را به قطعات کوچک برش می دهند و سپس به همراه مقداری سرکه یا شراب در آب نمک یا آب پنیر می ریزند تا پی‌اچ محلول را کاهش دهد. پس از مدتی (یک شب یا چند روز)، محلول تصفیه می شود. پنیرمایه خام که در محلول صاف شده باقی می ماند می تواند برای انعقاد شیر استفاده شود. حدود 1 گرم از این محلول به طور معمول می تواند 2 تا 4 لیتر شیر را منعقد کند.

### روش مدرن
معده های یخ زده عمیق، آسیاب می شوند و در محلول استخراج آنزیم قرار می گیرند. سپس عصاره پنیرمایه خام با افزودن اسید فعال می شود. آنزیم های معده به صورت غیر فعال تولید می شوند و توسط اسید معده فعال می شوند. سپس اسید خنثی شده و عصاره پنیرمایه در چند مرحله فیلتر شده و غلیظ می شود تا به قدرت معمولی در حدود 1:15000 برسد. معنی 1 گرم عصاره می تواند 15 کیلوگرم شیر را منعقد کند.
یک کیلوگرم عصاره پنیرمایه حدود 0.7 گرم از آنزیم های فعال  دارد و بقیه محتویات آن شامل آب و نمک و گاهی اوقات بنزوات سدیم ( E211 ) به میزان 0.5٪ تا 1.0٪ (به منظور نگهداری) است. به طور معمول، 1 کیلوگرم پنیر حاوی حدود 0.0003 گرم آنزیم پنیرمایه است.